# Néo-araméen central
Le néo-araméen central est une variété de l'araméen, langue chamito-sémitique de la branche sémitique. Elle comporte le touroyo et le mlahso.
Il est parlé par des centaines de milliers de locuteurs[réf. nécessaire] :
- À l'origine :
  - Turquie : la région du Tur Abdin (province turque de Mardin)
  - Syrie : la région de Zalin (nord-est syrien)
- En diaspora :
  - Les grandes villes du Moyen-Orient
  - Suède
  - Allemagne
  - Pays-Bas
  - Belgique
  - Suisse
  - Autriche
  - France
  - États-Unis
  - Amérique Latine